# Papuogryllacris manokwari
Papuogryllacris manokwari är en insektsart som beskrevs av Andrej Vasiljevitj Gorochov 2007. Papuogryllacris manokwari ingår i släktet Papuogryllacris och familjen Gryllacrididae. Inga underarter finns listade i Catalogue of Life.